# Галкин, Всеволод Григорьевич
Всеволод Григорьевич «Се́ва» Га́лкин (род. 20 апреля 1972, Бендеры, Молдавская ССР) — фотограф, продюсер, режиссёр.

## Биография
Закончил Новосибирский медицинский институт в 1996 году, после института занялся музыкальной карьерой.
Переехав в Москву, работал курьером, дизайнером, фотографом. В 2000 году выходит первый фотоальбом «Indigo», проходят несколько небольших персональных фотовыставок. Начинает сотрудничество с глянцевыми журналами «ОМ», «Beauty», «ELLE», «Ironman», «Optimum», «Dolce Magazine», «Kinder Bazaar» и др. Обложка журнала «Beauty» № 12 за 2003 год с фотографией Галкина победила в конкурсе «Обложка года» (номинация «Женские журналы»).
В ноябре 2003 года Галкину поступает предложение участвовать в создании и развитии только что открывшегося гей-журнала «Квир». Сотрудничество с журналом в качестве креативного директора продолжается до декабря 2011 года. Съёмками и фоторедакторской работой внёс большой вклад в художественное наполнение журнала.
Уйдя из «Квира», Галкин решает создать информационно-развлекательный портал «для людей с утончённой душевной организацией» TGUY.RU. Официальное открытие проекта состоялось в июне 2013 года в клубе «Центральная станция».
С 2009 года Сева Галкин, занимается кино в качестве продюсера, режиссёра и оператора. На данный момент в сети доступно два короткометражных фильма Галкина, в обоих поднимается ЛГБТ-проблематика.

## Творчество
Многие работы Галкина приобрели известность за рубежом. В разные годы они публиковались в таких изданиях, как «Bluе», «DNA» (Австралия), «GUS» (Бельгия), «Männer Aktuel» (Германия), «ENVMAN» (США), «Deon» (Греция), «Nois» (Испания) и других.
В 2005 году согласно английскому ЛГБТ-журналу «Gay Times», Сева Галкин вошёл в число семи самых известных фотографов в жанре мужского ню за всю историю жанра.
По утверждению издателя фотоальбома RUS, русское фотоискусство конца XX века «привыкло к обилию лишь невзрачного женского ню», Галкин же «открыл мужское тело». Также утверждается, что его искусство «заставляет работать воображение», причём Галкин «всегда знает, в каком направлении отправится мысль зрителя».
В 2006 году Сева Галкин выпустил серию модной одежды «Seva Galkin».

### Фотовыставки
- 2014 — Персональная выставка «Russian hooligans in NYC», Putin-SPA, Brooklyn, NYC
- 2011 — «Guy as we are. It’s worth living!», City Conference Centre, Стокгольм
- 2011 — «Парни, какие мы есть. Время жить!», Центр книги и графики, Санкт-Петербург
- 2009 — «Manner Wie Wir», Axel Hotel, Берлин
- 2009 — Персональная выставка «ЛЕТОСОЛНЦЕРОМЛЮБОВЬ», Des Artistes, Москва
- 2009 — «Парни, какие мы есть», Центр книги и графики, Санкт-Петербург
- 2007 — Персональная выставка «УТРО 2.0», Des Artistes, Москва
- 2007 — Персональная выставка «Saudade», Maisoncafe, Москва
- 2007 — «Современник», ЦДХ, Москва
- 2006 — «Русский Характер», Artplay, Москва
- 2006 — «Достоинство», Зверевский центр современного искусства, Москва
- 2005 — Персональная выставка «Триумф», центр Дом, Москва
- 2002 — Персональная выставка «Paint Chaos», Фотоцентр, Москва

### Работа в кино
«Порок сердца» — 18 мин., 2014. Кинокомпания «ЕвроСтар»
Продюсер, режиссёр, оператор: Сева Галкин. Сценарист: Валерий Печейкин. Композитор: Василий Лебедев. В ролях: Алексей Девотченко, Юлия Ауг, Владимир Баграмов, Евгений Дакот. Синопсис: Очередная ссора между любовниками привела к тому, что у Леонида случился сердечный приступ. Приехавшая на вызов врач «скорой помощи» догадывается, что перед ней пара геев. Она облекает свою ненависть в холодный врачебный приговор. Но именно эта ситуация позволяет герою иначе взглянуть на свою жизнь и свой страх. Фильм был включён в программу IX Международного Кинофестиваля им. А. Тарковского «Зеркало» (2015).
«Три раза про это (Ярослав)» — 14 мин., 2011. Кинокомпания «ЕвроСтар» Продюсер, Режиссёр, Оператор: Сева Галкин.
По утверждению обозревателей газеты «Завтра» из программы 43-го ММКФ был «преступно убран фильм Севы Галкина „Фанаты“, повествующий о злоключениях двух гомосексуалов — хулиганов, болельщиков московского „Спартака“»